# 福寿嶺駅
福寿嶺駅（ふくじゅれい-えき）は、中華人民共和国北京市石景山区に位置する北京地下鉄1号線の駅。

## 概要
かつては関係者専用駅として、近接する北京地鉄技術学校の通勤・通学用に、平日の朝と夕方に1往復ずつ通勤列車が運行されていた。この列車は2007年5月28日をもって運行休止となり、2008年7月頃には全ての出入口が閉鎖された。
長らく一般開放はされておらず関係者以外立入禁止であったが、2020年2月17日、当駅を改修し一般開放する予定であることが北京市政府より発表され、2021年11月25日より改修工事が開始された。

## 駅構造
地下2階にホームがある地下駅。出口は東南口、西南口の2ヶ所が設置される予定。関係者専用駅として営業していた当時は4ヶ所あったが、1ヶ所を除いて封鎖されていた。
ホームは相対式ホーム2面2線を有している。

## 駅周辺
- 福寿嶺村
- 北京地鉄技術学校

## 歴史
- 1969年10月1日 - 開業。
- 2007年5月28日 - この日をもって、通勤列車の運行が休止される[1]。
- 2021年11月25日 - 一般開放に向けた改修工事開始[3]。

## 隣の駅
北京地下鉄
■1号線
53号駅 (関係者専用駅) - 福寿嶺駅 - 苹果園駅